# Triplophysa stenura
Triplophysa stenura är en fiskart som först beskrevs av Herzenstein, 1888.  Triplophysa stenura ingår i släktet Triplophysa och familjen grönlingsfiskar. IUCN kategoriserar arten globalt som livskraftig. Inga underarter finns listade i Catalogue of Life.